# Вонгу Фу, с благодарностью за всё! Джули Ньюмар
«Вонгу Фу, с благодарностью за всё! Джули Ньюмар» (англ. To Wong Foo, Thanks for Everything! Julie Newmar) — американский комедийный фильм режиссёра Бибан Кидрон с Уэсли Снайпсом, Патриком Суэйзи и Джоном Легуизамо в роли трёх нью-йоркских дрэг-квин, отправляющихся в дорожное путешествие. Название фильма основано на дарственной надписи на талисмане главных героинь — фотографии Джули Ньюмар.
Фильм получил смешанные отзывы кинокритиков, однако игра актёров получила высокую оценку. Суэйзи и Легуизамо за свои роли были номинированы на премию «Золотой глобус».

## Сюжет
Направляясь из Нью-Йорка в Голливуд на ежегодный конкурс дрэг-квин, Ноксима, Вида и Чи-Чи вынуждены волей случая остановиться в захолустном городишке Снайдерсвилл. Из-за поломки машины троице предстоит провести несколько дней в богом забытом местечке, но они не падают духом и извлекают максимум удовольствия из неприятной ситуации.

## Актёрский состав
- Уэсли Снайпс — Ноксима Джексон
- Патрик Суэйзи — Вида Богема
- Джон Легуизамо — Чи-Чи Родригес
- Стокард Чэннинг — Кэрол Энн
- Блайт Даннер — Беатрис
- Арлисс Ховард — Вирджил
- Джейсон Лондон — Бобби Рэй
- Крис Пенн — шериф Доллард
- Мелинда Диллон — Мерна
- Бет Грант — Лоретта
- Элис Драммонд — Клара
- Майкл Вартан — Томми
- Дженнифер Милмор — Бобби Ли

### Камео
- Джули Ньюмар — в роли самой себя
- Наоми Кэмпбелл — девушка в ресторане
- Джозеф Ариас — Джоуи Ариас
- Леди Катирия — в роли самой себя
- Александр Хаймберг — Мисс Андерстуд
- Кэндис Кейн — в роли самой себя
- Клинтон Леупп — Мисс Коко Перу
- Стивен Полито — Хедда Латук
- Джон Ингл — Леди Банни
- Квентин Крисп — судья конкурса в Нью-Йорке
- Хосе Саррия — судья конкурса в Нью-Йорке
- Ру Пол — Рэйчел Теншенс
- Робин Уильямс — Джон Джейкоб Джинглхаймер Шмидт

## Производство
Ведущие актёры фильма провели некоторое время на местной дрэг-сцене во время подготовки к ролям. Начальная и заключительная сцены были сняты в Нью-Йорке, участие в которых приняли сотни дрэг-перформеров, включая Ру Пола, Джоуи Ариас, Леди Банни, Мисс Андерстуд, Кэндис Кейн, Флотилию Дебарж, Мисс Коко Перу и Квентина Криспа. Съёмки фильма также проходили в Монтклэре, штат Нью-Джерси, Ломе, штат Небраска, Линкольне и Омахе. Выцветшая стела с надписью «Добро пожаловать в Снайдерсвилл» до сих пор остаётся на въезде в Лому.
Гольфист Чи-Чи Родригес судил продюсерскую компанию и дистрибьютора из-за использования его имени в фильме. Иск позже был урегулирован.

## Принятие

### Кассовые сборы
За время проката фильм собрал 47,8 миллиона долларов, а также в течение двух недель занимал первое место в бокс-офисе США.

### Отзывы критиков
Фильм получил смешанные отзывы критиков. На интернет-агрегаторе Rotten Tomatoes он имеет рейтинг 41% на основе 34 рецензий и оценку в 5,1 балла из 10.

### Награды и номинации
| Год  | Награда                 | Категория                                     | Номинант(-ы)               | Результат |
| ---- | ----------------------- | --------------------------------------------- | -------------------------- | --------- |
| 1996 | Премия «Золотой глобус» | Лучшая мужская роль — комедия или мюзикл      | Патрик Суэйзи              | Номинация |
| 1996 | Премия «Золотой глобус» | Лучшая мужская роль второго плана — кинофильм | Джон Легуизамо             | Номинация |
| 1996 | Премия «ГЛААД»          | Лучший фильм — широкий прокат                 | Уолтер Ф. Паркс, Брюс Коэн | Номинация |